# Nick Phoenix
Nick Phoenix (* 1967 in London) ist ein US-amerikanischer Komponist. Er produziert Musik für Filmtrailer und Computerspiele und ist Mitbegründer der Produktionsfirma Two Steps from Hell.

## Leben
Nick Phoenix wurde in London geboren, sein Vater ist Schotte, seine Mutter stammt aus Serbien. Er wuchs in New Haven auf und besuchte die Hopkins School, erhielt zehn Jahre lang Klavierunterricht und studierte an der Universität von Connecticut kreatives Schreiben. Ab dem Alter von zwölf Jahren spielte er in diversen Rock-Bands. Phoenix lebt in Los Angeles.

## Musikalische Karriere
Seit 1997 komponiert er Musik für Filmtrailer und Videospiele, und er produziert virtuelle Instrumentenbibliotheken (sound libraries) für EastWest Sounds.
2006 gründete er mit seinem Geschäftspartner Thomas Bergersen die Produktionsfirma Two Steps from Hell. Die beiden veröffentlichten 2010 das Album Invincible. Seitdem folgten mehrere weitere kommerzielle Albumveröffentlichungen, darunter Archangel und SkyWorld, von denen jede auf den iTunes Top 100 in der Kategorie Soundtracks einen Chart erstellt hat.
2013 veröffentlichte er ein Solo-Hybrid-Album für Elektronik und Orchester mit dem Titel Speed of Sound.
Die Band von Phoenix, Crater Mountain, veröffentlichte 2014 ihr klassisches Rock-Genre-Debütalbum Hillbilly Starship.

## E-Books
- Colin Frake on Fire Mountain (Novel). Musik von Thomas Bergersen und Nick Phoenix. Illustration von Otto Bjornik. Los Angeles, Two Steps from Hell, 2014.
- Colin Frake Asclepius. Musik von Thomas Bergersen und Nick Phoenix. Los Angeles, Two Steps from Hell, 2017.